# فلاديسلاف أمينوف
فلاديسلاف أمينوف (الروسية: Владислав Викторович Аминов) (مواليد 19 أغسطس 1977) هو سبّاح روسي، مثّل بلاده في الألعاب الأولمبية الصيفية 2000.

## روابط خارجية
فلاديسلاف أمينوف على موقع الاتحاد الدولي للسباحة (الإنجليزية)
- فلاديسلاف أمينوف على موقع أوليمبيديا (الإنجليزية)